# 阿夸内格拉克雷莫内塞
阿夸内格拉克雷莫内塞（義大利語：Acquanegra Cremonese），是意大利克雷莫纳省的一个市镇。总面积9平方公里，人口1290人，人口密度143.3人/平方公里（2009年）。国家统计（ISTAT）代码为019001。